# هگزازین
هگزازین(به انگلیسی: Hexazine) (که به آن هگزاآزابنزن نیز گفته می‌شود) یک دگرشکل فرضی نیتروژن است که از ۶ اتم نیتروژن تشکیل شده و در یک ساختار حلقه مانند مشابه بنزن قرار گرفته‌است. این عضو نهایی از سری آزابنزن (آزین) است که در آن تمام گروه‌های متین مولکول بنزن با اتمهای نیتروژن جایگزین شده‌اند. دو عضو آخر این سری، هگزازین و پنتازین تاکنون مشاهده نشده‌است، اگرچه همه اعضای دیگر این سری در واقعیت موجود هستند (مانند پیریدین، پیریمیدین، پیریدازین، پیرازین، تریازین‌ها و تترازین‌ها).